# Tamiosoma
Tamiosoma is een zeepokkengeslacht uit de familie van de Balanidae. De wetenschappelijke naam van het geslacht werd voor het eerst geldig gepubliceerd in 1857 door Conrad.

## Soort
De volgende soorten zijn bij het geslacht ingedeeld:
- Tamiosoma gregaria Conrad, 1857
- Tamiosoma rariseptatus (Pilsbry, 1918)